# Femmes algériennes pendant la guerre d'Algérie

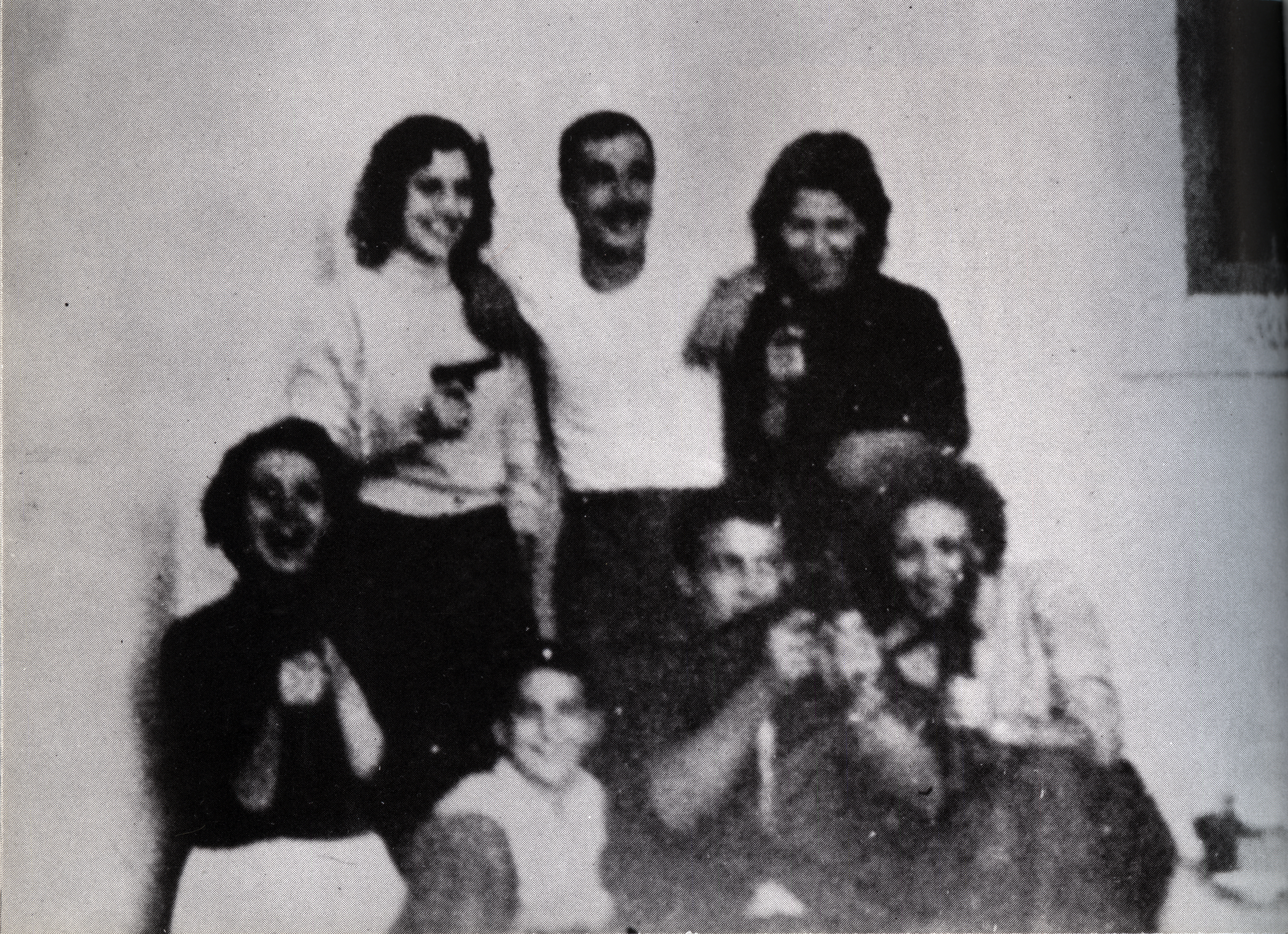
De gauche à droite, derrière : Djamila Bouhired, Yacef Saâdi et Hassiba Ben Bouali. Devant : Samia Lakhdari, Omar, le neveu de Yacef Saâdi, Ali la Pointe et Zohra Drif.

Pendant la guerre d'Algérie, de nombreuses femmes rejoignent la cause indépendantiste algérienne de 1954 à 1962. Engagées auprès du Front de libération nationale (FLN) ou de l’Armée de libération nationale (ALN), elles contribuent à l'indépendance de l'Algérie vis-à-vis de la France. Ces résistantes occupent diverses missions. Certaines sont poseuses de bombes ou prennent les armes dans le maquis auprès des «moudjahidines», terme qui s'apparente à « djihad » et qui désigne les combattants du FLN et de l'ALN. D'autres sont propagandistes, infirmières, couturières, ou aident les maquisards dans les tâches banales du quotidien, comme le nettoyage des vêtements et la préparation des repas. Crucial pour l'indépendance de l’Algérie, le rôle de ces femmes est toutefois peu connu à travers le monde et même au sein de la population algérienne. Contrairement aux grandes figures masculines de la résistance et de la résilience à la colonisation française de 1830 à 1962, comme l'émir Abdelkader ibn Muhieddine (1808-1883) ou Ahmed Bey (1786-1851), les femmes sont confrontées au statut de subalterne qui laisse moins de traces et de connaissances pour les historiens.

Au sein du FLN, l'attitude envers les femmes est décrite dans une déclaration d'un commandant du FLN, Si Allal :
Il est interdit de recruter des djoundiates [femmes soldats] et des infirmières sans l'autorisation de la zone. Dans l'Algérie indépendante, la liberté de la femme musulmane s'arrête à la porte de son foyer. La femme ne sera jamais l'égale de l'homme.
Le FLN/ALN affichait ouvertement leur refus de recruter des femmes. En 1958, le conseil régional de la Wilaya 2 écrivait la directive suivante :
Nous rappelons encore une fois qu’il est interdit d’enrôler les femmes dans les centres, quels que soient les résultats et les avantages. Nous vous informons de même qu’il est formellement interdit à toutes les femmes de rejoindre nos rangs ; si elles rejoignent nos rangs, elles doivent être refoulées à leur destination d’origine, même si l’ennemi les appréhende. Ceux qui accompagnent ces femmes doivent être punis par la peine capitale.

## Contexte d'avant-guerre
La période coloniale française commence avec l’arrivée des Français via l'expédition d'Alger en 1830, et se termine en 1962, année de l’indépendance. Durant cette période, on estime la population algérienne à 3 millions d’habitants qui cohabitent avec les colons français. Bien que contestée, la présence du colon ne soulève pas de mouvement populaire dès le départ.
Mis en place au milieu du XIXe siècle, le code de l'indigénat français interdit la liberté de circulation et l'accès aux emplois publics et d'enseignement aux Algériens, auxquels il attribue également le statut d’indigène. Ce code participe de plus à la dépossession foncière et financière des Algériens, en restreignant leurs espaces comme dans le domaine forestier et en multipliant les amendes à leur encontre.
Mais ce n’est qu’à partir de 1920, après la Première Guerre mondiale, que les Algériens affichent leur mécontentement en raison des conséquences de la pauvreté et de la famine sur la société algérienne. De plus, la France oblige les Algériens à défendre les couleurs du drapeau français lors de la Seconde Guerre mondiale. La participation de tirailleurs algériens durant celle-ci renforce la colère de la population qui se sent réduite à un outil de guerre. Au total, 25 000 soldats algériens meurent pour la France.
La différence de statut entre les Algériens et les citoyens français ainsi que le manque de considération engendrent une colère qui unifie le peuple à une cause commune : l’indépendance de l’Algérie. Ainsi, la population algérienne qui partage le sentiment de nation libre face à l'occupation française se soulève pour l’indépendance. Parmi cette population, les femmes représentent 3,1 % du total des moudjahidines recensés officiellement.
L’historienne Natalya Vince[Qui ?] a constaté que certaines femmes qui ont participé à la guerre avaient des pères qui avaient combattu pour la France pendant la Première guerre mondiale. Une de ces femmes que Vince a interviewé avait expliqué que, {les Algériens} « ont appris d’une manière très violente qu'ils étaient bons pour mourir pour la France mais pas pour être citoyens français.” D’autres femmes, surtout les femmes habitant dans les zones rurales du pays, ont été forcées par les mujahidins de l’Armée de libération nationale à rester dans leurs villages, afin de soutenir les combattants mâles. Ainsi, les femmes avaient des inspirations très diverses avant de s’impliquer dans le combat ».

## Pendant la guerre (1954-1962)
Les femmes qui s'engagent dans le mouvement de libération viennent de plusieurs régions d'Algérie et sont de classes sociales différentes. Il y a par exemple parmi elles beaucoup d'analphabètes mais aussi quelques universitaires. Cependant, les raisons de leur participation à la guerre d’indépendance sont communes. Pour toutes, les discriminations subies par le peuple algérien, la soumission au statut d'indigène, et les violences de la répression coloniale liées au racisme et à la dépossession foncière les amènent à défendre la cause de l'indépendance. Par exemple, concernant le racisme colonial français, les femmes de ménage algériennes sont populairement appelées « Fatima », du nom de la fille du prophète Mahomet dans l'islam. Les femmes sont de plus témoins des arrestations, des meurtres, des tortures et des humiliations diverses des membres de leur famille. Bien que la participation des hommes à la guerre soit plus significative, les femmes jouent un rôle prépondérant dans la libération de l'Algérie. Chacune d’elles participe différemment au combat, ayant des rôles et des stratégies définies.

### Rôles et stratégies des femmes dans la lutte de libération

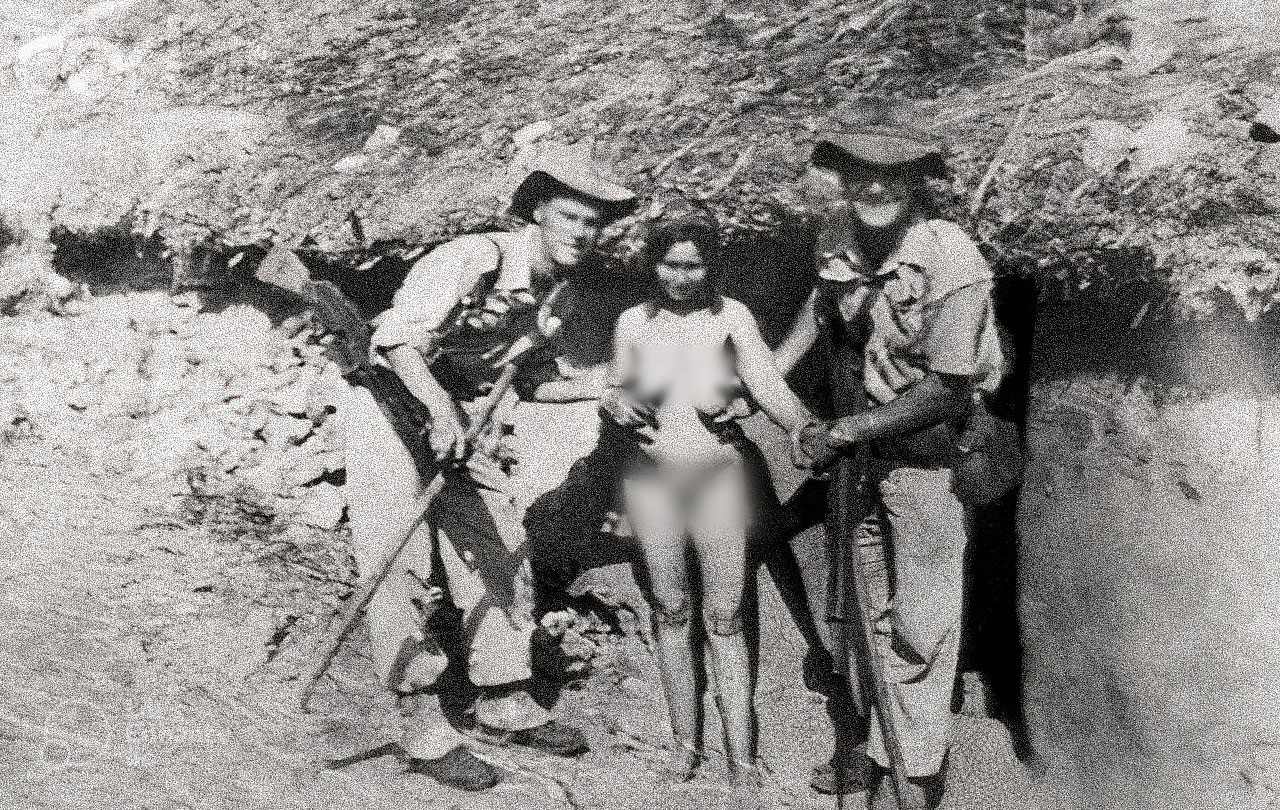
Femme algérienne victime d'abus sexuels de la part de l'armée française.

Après les massacres de Sétif, Guelma et Kherrata le 8 mai 1945 par l'armée française, de nombreuses femmes ont perdu des membres de leur famille. Le nombre précis de victimes durant ces massacres est sujet à polémique, cependant plusieurs milliers d'Algériens sont tués.
Les femmes s’unissent ainsi à l’occasion de fêtes telles que mariages et circoncisions pour discuter des stratégies de lutte, et pour scander des chants patriotiques. Feriel Lalami précise : « À partir de 1956, des femmes montent au maquis, parfois de leur propre initiative, parfois sans en aviser leur père. Pour des raisons de sécurité, certaines partent aussi avec leur mari. Elles surprennent même le Front de libération nationale et son Armée de libération nationale ».
De type patriarcal, le FLN ne veut pas de femmes parmi ses fondateurs et n'imagine pas que des femmes puissent monter un jour au maquis. Toutefois, le FLN finit par reconnaître l’aide cruciale de ces militantes. Ne représentant que 16 % de l’ensemble des militants, leur présence est d’une aide précieuse. Ancienne poseuse de bombe au sein du FLN, Djamila Amrane-Minne rappelle le jeune âge de ces combattantes dans son article « Les combattantes de la guerre d'Algérie »: parmi elles, 74 % ont moins de 25 ans et 50 % ont moins de 20 ans. Ces jeunes combattantes affrontent la dure vie des maquis rythmée par la misère, le froid, la faim ainsi que par les marches interminables. Djamila Amrane-Minne recense 10 949 militantes, 1 755 maquisardes et 65 combattantes engagées dans des actes violents comme la pose de bombes.

#### Maquisardes
Le rôle important des maquisardes est d'héberger les maquisards moudjahidines. Au maquis, les femmes subissent la tradition patriarcale du FLN, car la promiscuité entre les hommes et les femmes n'est pas du tout acceptable pour le FLN. Les maquisardes font donc face à deux types de pression masculine : 1) la pression de l'armée française et 2) la pression des maquisards moudjahidines. De plus, le manque d'armes suffisantes définit leur rôle. Les maquisardes sont donc au service constant des maquisards moudjahidines, dont elles s'occupent du linge et des repas, en prenant soin d'effacer les traces de leur présence au maquis. Comme les moudjahidines, certaines femmes sont faites prisonnières, torturées ou tuées. Et, comme l'illustre le film canonique La Bataille d'Alger (1966) de Gillo Pontecorvo, certaines combattantes ont pour mission de commettre des attaques à la bombe.

#### Poseuses de bombes (fidayate)

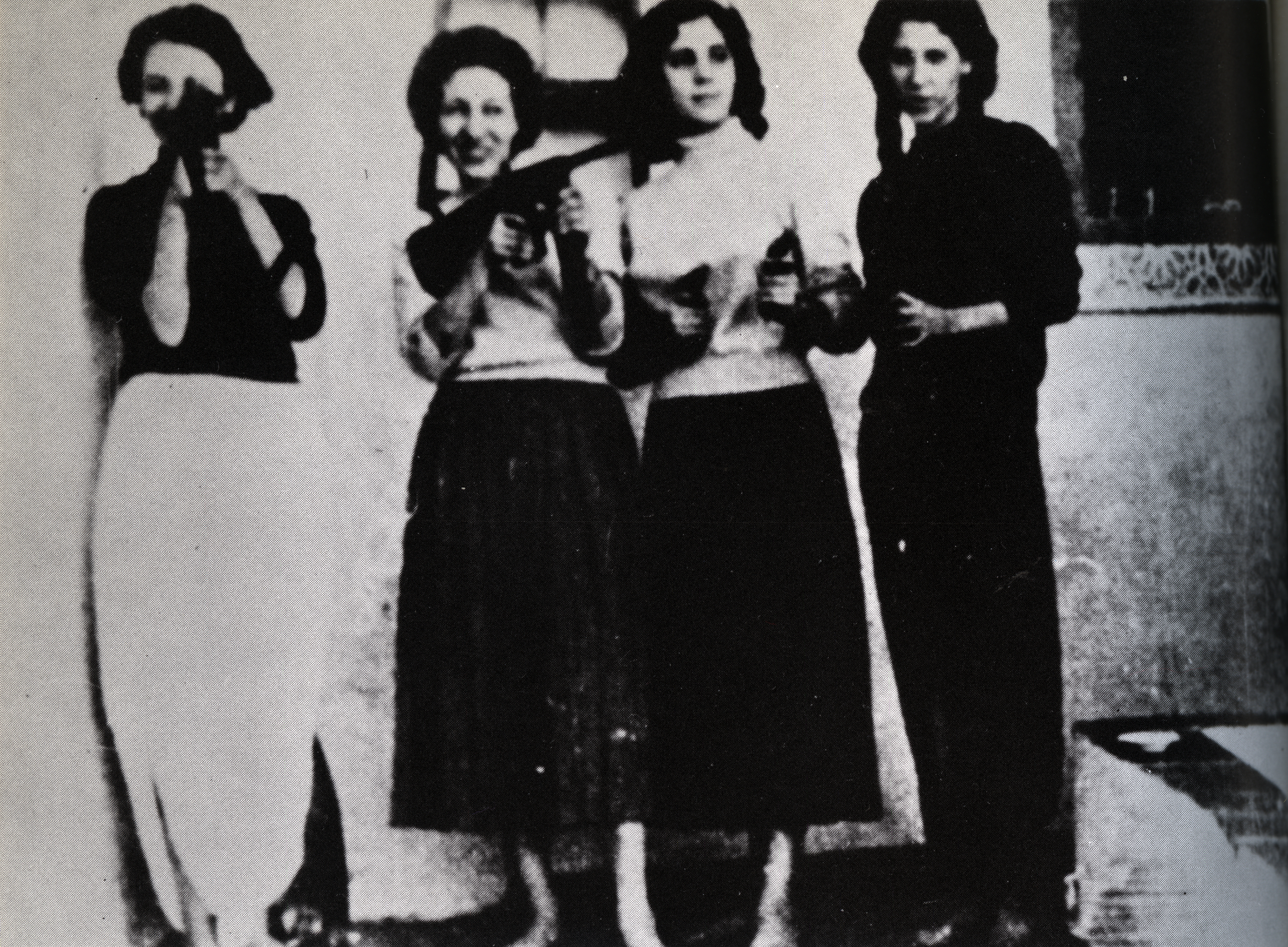
Les poseuses de bombes pendant la guerre d'Algérie. De gauche à droite : Samia Lakhdari, Zohra Drif, Djamila Bouhired et Hassiba Ben Bouali.

Les poseuses de bombe sont aussi connues sous le nom de fidayate, nom pluriel féminin de « fidaï », qui signifie « celui qui a accepté de donner sa vie par idéal / partisan chargé d’exécuter les attentats » (Djamila Amrane-Minne, Les Femmes algériennes dans la guerre, 295).
Au cours de bataille d'Alger (7 janvier - 9 octobre 1957), des officiers de l'Algérie française posent des bombes dans le quartier de la Casbah. Le groupe des poseuses de bombes se met en place.
Les fidayate constituent 2 % de l’ensemble des combattantes et participent aux actions armées en transportant des armes ou en déposant des bombes directement sur les lieux des attentats. Les hommes étant continuellement traqués par l’armée française, les femmes procurent une aide indispensable car elles se déplacent aisément et librement en se fondant dans la foule. Cette liberté de mouvement est un atout indéniable qui fait ses preuves durant la bataille.

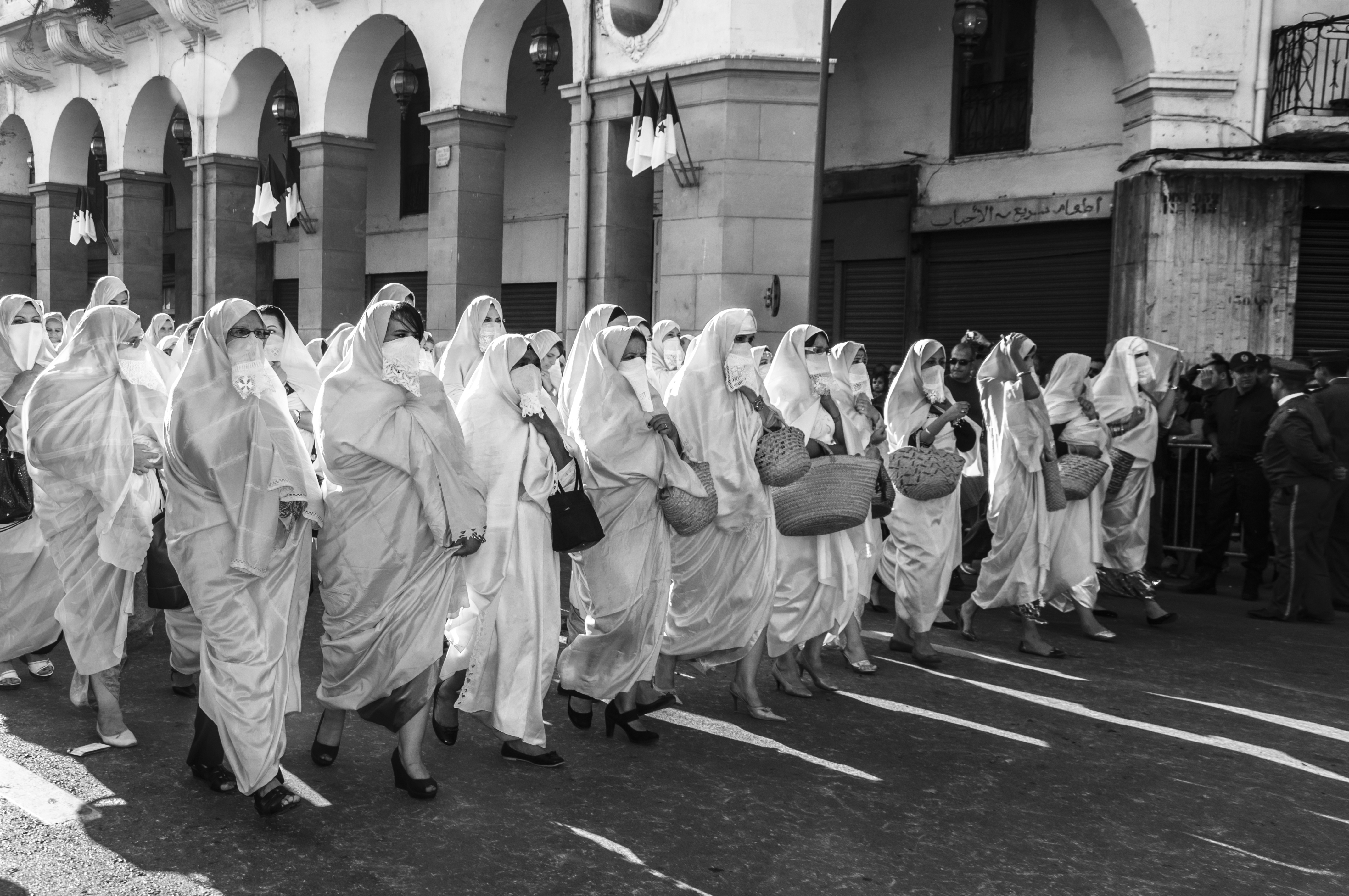
Le haïk, tenue traditionnelle algérienne.

Le haïk, ample vêtement traditionnel féminin algérien, permet à certaines résistantes de s'en servir comme moyen de transport afin d'y acheminer des armes ou des lettres. De plus, certaines d'entre elles s'habillent à l'occidentale pour passer pour des Européennes et pour poser plus facilement des bombes dans les quartiers européens et dans les cafés français. Parmi elles, Djamila Amrane (1939-2017), Hassiba Ben Bouali (1938-1957), Djamila Bouhired (1935- ), Djamila Boupacha (1938- ), Zohra Drif (1934- ) et Baya Hocine (1940-2000) figurent parmi les poseuses de bombe les plus célèbres. Malgré les revendications du FLN qui demandent que ses combattants faits prisonniers soient traités comme des détenus politiques, le gouvernement français les considère comme des prisonniers de droit commun et les condamne à la peine capitale.

#### Femmes au foyer (moussebilates)
Pour un nombre important d’Algériennes femmes au foyer, il est difficile de rejoindre les rangs du FLN en raison des responsabilités du quotidien à assumer. Mais ces femmes, connues sous le nom de moussebilates, contribuent tout de même à l'indépendance de l'Algérie depuis leur foyer, en l'absence des hommes. La moyenne d'âge des moussebilates est de 32 ans, elles sont ainsi plus âgées que les maquisardes. Les moussebilates représentent la majorité des moudjahidate, soit 82 % d’entre elles. Djamila Amrane explique que leurs tâches sont multiples : agents de liaison, collecteurs de fonds et d’objets divers, infirmières, secrétaires, couturières, agents de renseignements, propagandistes ". Les moussebilates utilisent leur maison pour réaliser la majeure partie de leurs activités : l’hébergement et le ravitaillement des militants. Leurs foyers sont un refuge pour les combattants dans le besoin, les soldats blessés viennent s'y réfugier pour recevoir des soins et des vivres.
Les conditions des moussebilates sont éprouvantes. Elles sont tiraillées entre la misère du quotidien et la responsabilité de venir en aide aux militants, ce qui les met dans une situation aussi dangereuse que dans le maquis. Plusieurs moussebilates sont torturées et tuées pour leur participation à la cause de l'indépendance.

#### Moudjahidateeuropéennes
La France compte également des militantes tout aussi dévouées que les combattantes algériennes. Les moudjahidate européennes prônent l’indépendance de l’Algérie et combattent le système colonial français, même en ayant la nationalité française et les privilèges dont bénéficient les Européens sous le code de l'indigénat. Parmi elles, Raymonde Peschard incarne celles qui paient de leur vie le combat pour l'indépendance. Des militaires français la tuent après l'opposition de celle-ci à l'assassinat d'un médecin algérien dans le maquis.

## Contexte d'après-guerre
Après 130 ans de colonisation, dont huit ans de guerre, les militaires français qui pensaient que la guerre était gagnée après la bataille d'Alger (1957) ne parviennent finalement plus à maintenir l'ordre en Algérie française. L'Algérie devient indépendante.
Mais la guerre qui s'achève le 5 juillet 1962 confronte le pays à des enjeux politiques liés à divers problèmes comme la misère et l'anarchie. La population algérienne, constituée en grande partie d'analphabètes, doit tout reconstruire. Car manquant cruellement de cadres, d'ingénieurs et d'enseignants, il est difficile de construire un État à l'échelle de la population. Dans ce but, le taux de scolarisation des enfants algériens augmente de façon considérable jusqu'en 1977, notamment à travers les « coopérants », ces enseignants français qui reviennent en Algérie pour y travailler pendant un temps précis (décidé par la partie française lors des accords d'Évian).
De plus, tout le long de l'été 1962 le processus de démocratisation du pays post-colonial s'apparente à une crise très importante qui confronte les membres du FLN à des rivalités pour accéder au pouvoir. L'armée fait pression jusqu'à ce qu'elle réussisse à mettre Ahmed Ben Bella au pouvoir. Pour éviter d'autres conflits sanglants, le Gouvernement provisoire de la République algérienne (GPRA) accepte cette nomination. De plus, la gestion du système judiciaire et des forces de police entre 1962 et 1963 est chaotique : des harkis sont assassinés, des milliers de Français encore présents sur le territoire sont expulsés.
Mais l’État algérien reconnaît pleinement la contribution des moudjahidines à l'obtention de l'indépendance et salue leurs sacrifices, leurs dévouements et leurs courages. Les moudjahidines et leurs familles bénéficient de nouveaux avantages sous forme de pensions, de priorités à l’emploi, de crédits ou encore de licences de taxi. Et le départ de 650 000 Français fournit des espaces libres à l'État qui se les approprie pour en faire des biens vacants et les louer à très bas prix.
Cependant, les paysans moudjahidines provenant des villages, et pour la plupart analphabètes, ainsi que les personnes souffrant de séquelles physiques, ne peuvent pas accéder à des postes de cadres. L’État instaure donc pour eux une allocation mensuelle, au sein d'un programme d’aide sociale qui facilite également leur insertion dans la société post-coloniale. Ils bénéficient de plus de soins gratuits et d'un accès gratuit aux médicaments. Enfin, peut-être plus que l'image d'un pays de chaos, ce sont surtout les grandes festivités et effusions de joie populaires qui marquent le contexte d'après-guerre.
L’historienne Natalya Vince note que même si ces femmes ont été victimes de viol, le sujet restait « tabou » pour elles. Il n’y a pas beaucoup de femmes qui parleraient de ces crimes commis par l'armée française. L'ethnographe Camille Lacoste-Dujardin note que la société algérienne d’après guerre « a choisi l’oubli ». Une exception de cet oubli est l’écrivaine Louisette Ighilahriz, qui a révélé dans un article du Monde qu’elle a été violée et torturée. Elle pouvait enfin raconter ce qu’elle a souffert après la mort de son père et le déclin mental de sa mère.
Pour l’historienne Ryme Seferdjeli, « la participation des femmes à la guerre a marqué une rupture violente avec les normes traditionnelles de la famille musulmane ». De manière exceptionnelle, les femmes algériennes pouvaient côtoyer des hommes qui n'étaient pas de leurs familles. Pour certains villages, les femmes sont devenues démographiquement majoritaires après les morts et les disparitions de leurs pères, frères et maris. Pour la première fois, les femmes pouvaient avoir des rôles importants « dans la sphère publique ».

### Les femmes algériennes après la guerre
Les veuves de martyrs "chouhada" sont constituées à 99 % d'analphabètes, et ce facteur constitue un enjeu majeur pour subvenir à leurs besoins ainsi qu'à ceux de leurs enfants.
C’est pour eux particulièrement, ainsi que pour les enfants de moudjahidines qui constituent 150 000 orphelins de guerre, que l’État prend des mesures. Il finance ainsi l’accueil de ces enfants dans des structures dédiées gérées par d’anciens moudjahidines, et indemnise les familles qui prennent en charge ces orphelins. L’État algérien ouvre également un centre d’apprentissage pour les orphelins analphabètes qui y reçoivent un enseignement de base ainsi qu’une formation professionnelle.
Mais bien que les femmes occupent une place importante dans l’histoire de la libération, leurs sacrifices sont moins reconnus que ceux des militants masculins. Les femmes bénéficient des mêmes avantages mentionnés ci-dessus, mais n’accèdent pas aussi facilement aux postes de cadre, surtout au sein du FLN. Malika El Korso compare la nature du combat des femmes pour leur pleine intégration dans la société algérienne post-coloniale à celle de la lutte pour la libération, précisant : « longtemps ignorée de l’Histoire, frustrée de sa mémoire, rendue presque amnésique, en tous cas absente de la vie de la nation, la femme algérienne milite pour sa présence dans le combat d’aujourd’hui comme elle a milité hier pour avoir sa place dans le combat libérateur », puis « sur 194 membres, la première Assemblée Nationale Constituante compte dix femmes, toutes anciennes militantes. Elles ne seront plus que deux sur les 138 membres à la deuxième Assemblée. Au parti, au syndicat, aucune n’accède à un poste de responsabilité et lorsqu’elles y arrivent, elles remplissent le rôle de figurantes ».
Les femmes sont donc marginalisée par une société algérienne post-coloniale pour laquelle elles se sont battues au même titre que les hommes. La plupart des moudjahidate se sentent donc trahies par les actions du gouvernement. En effet, elles ont pu participer aux activités du FLN pendant la guerre, mais ne peuvent pas voter après celle-ci, leurs maris le faisant pour elles. Et, alors que les hommes bénéficient d'honneurs et de grades après la guerre, les femmes en sont privées jusqu'à la date du 5 avril 1997. Donc, 35 ans après la guerre, certaines reçoivent la médaille de l'ordre du mérite national (à titre posthume). Djamila Amrane révèle que sur 88 combattantes interrogées, 59 disent n’avoir eu aucune activité sur la scène politique, ce qui contribue au manque d'équité visible entre moudjahidines et moudjahidate sur la scène publique.

## Quelques militantes célèbres
Bien que certaines soient décédées, d'autres continuent encore aujourd'hui à militer pour les causes de leur pays.
Ces militantes les plus célèbres durant la guerre d'indépendance incluent notamment : 

### Militantes algériennes

#### Hassiba Ben Bouali

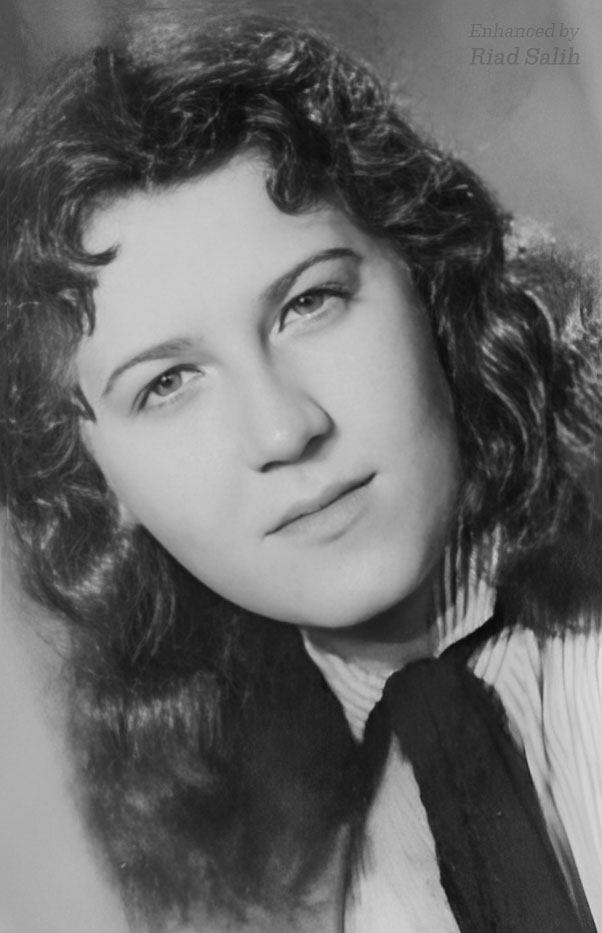
Hassiba Ben Bouali (1938-1957), combattante de la guerre d'indépendance algérienne, morte au combat le 9 octobre 1957 dans la casbah d'Alger.

(1938-1957) : poseuse de bombes, elle rejoint les rangs du FLN tout en continuant ses études d'infirmière. Ethniquement ambiguë, elle est capable de déposer des bombes dans les lieux publics. L'armée française l'assassine avec Ali La pointe, commandant en chef du FLN, le 8 octobre 1957. Grande militante de la cause algérienne, elle écrit une lettre avant sa mort : « si je meurs, vous ne devez pas me pleurer, je serais morte heureuse, je vous le certifie ».

#### Djamila Bouhired
(1935- ) : officier de liaison et assistante de Yacef Saâdi. Le 30 septembre 1956, elle pose une bombe qui n’explose pas, mais participe au recrutement de plusieurs moudjahidate comme Djamila Bouazza. La justice française la condamne à la peine de mort, ce qui provoque une grande médiatisation à l'époque (son compagnon d'alors, le célèbre avocat français Jacques Vergès, la défendra). Elle est graciée avant les accords d'Évian du 18 mars 1962. Djamila Bouhired continue d'apporter son soutien au peuple algérien. Le 22 février 2019, elle descend dans la rue dans le cadre du « Hirak », grand mouvement populaire pour le départ du président Abdelaziz Bouteflika, à la tête de l'Algérie pendant 20 ans (1999-2019). Djamila Bouhired est certainement l'héroïne la plus célèbre de la guerre d'Algérie. Par exemple, au Caire, le 5 juillet 1958, jour de fête nationale algérienne, des portraits de Djamila Bouhired sont brandis dans la foule. De plus, la même année, le célèbre réalisateur égyptien Youssef Chahine lui dédie le film biographique Djamila l'Algérienne.

#### Djamila Boupacha

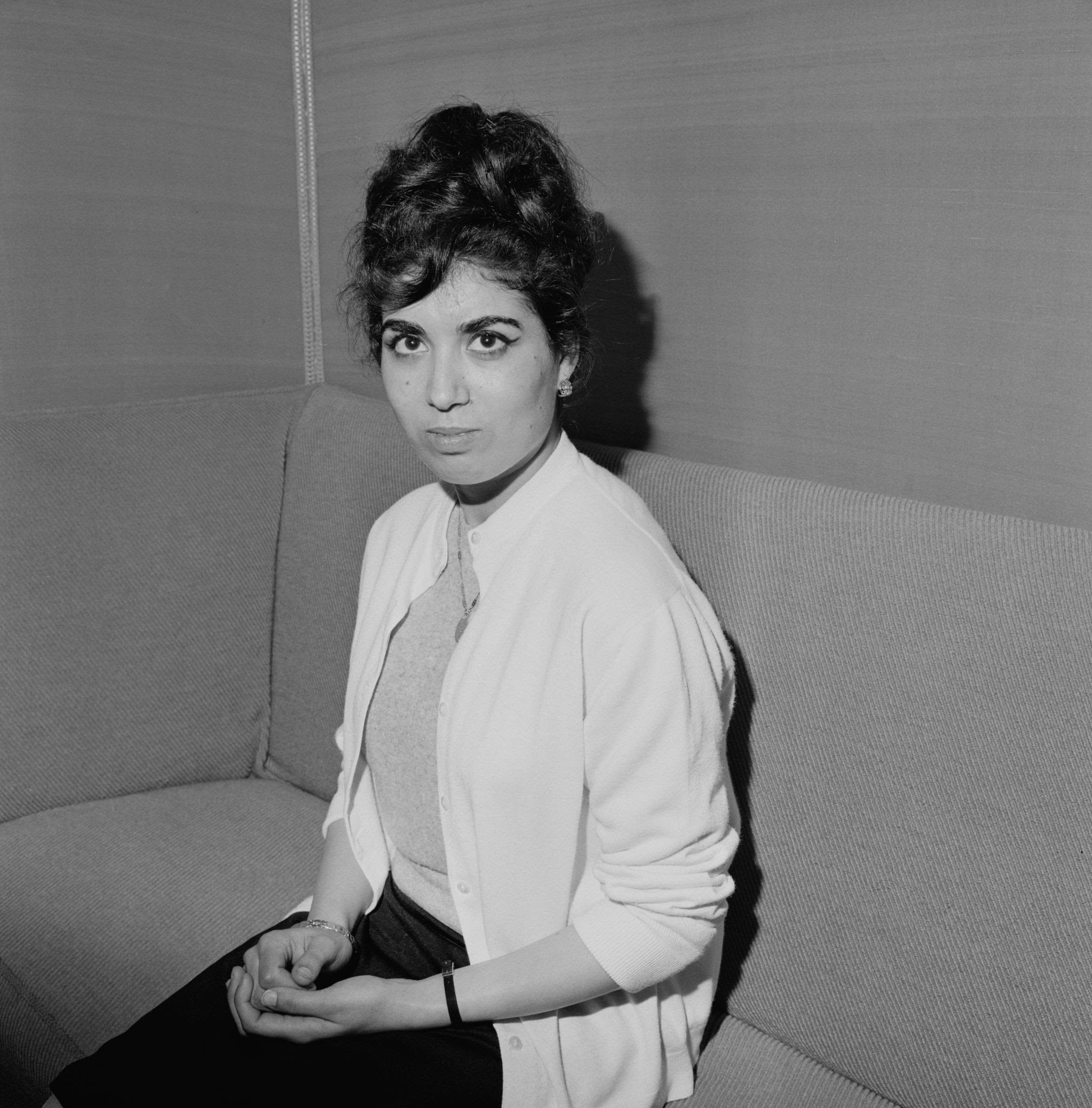
Djamila Boupacha.

(1938- ) : s’engage très jeune auprès du FLN, à l’âge de 15 ans. L'armée française l'arrête en 1960 auprès des membres de sa famille, la torture et la viole pendant plusieurs mois. Grâce à son avocate Gisèle Halimi et au soutien manifeste de Simone de Beauvoir qui lui dédie une tribune intitulée "Pour Djamila Boupacha"  dans Le Monde, son procès est très médiatisé et contribue à faire la lumière sur les sévices perpétués par l’armée française durant la guerre d'Algérie. Djamila Boupacha est graciée en prélude des accords d'Évian du 18 mars 1962.

#### Zohra Drif

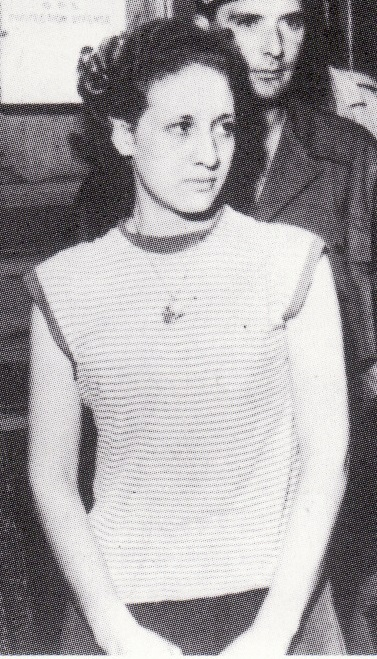
Zohra Drif, l'une des 4 femmes du « réseau bombes » de Yacef Saâdi (chef de la Zone autonome d'Alger lors de la bataille d'Alger). Photographiée ici lors de son arrestation par les paras français en septembre 1957.

(1934- ) : avocate, militante du FLN et poseuse de bombe. Elle en place une dans un café-bar fréquenté majoritairement par des pieds-noirs, entraînant la mort de 3 jeunes femmes et faisant 12 blessés. Elle est arrêtée avec Yacef Saâdi en 1957 et est condamnée à 20 ans de travaux communautaires. Elle participe toujours activement à la société algérienne et manifeste dans le cadre du « Hirak » le 22 février 2019 pour la destitution du président Abdelaziz Bouteflika.

#### Baya Hocine
(1940-2000) : poseuse de bombes du groupe de Yacef Saâdi. À 16 ans, elle pose 2 bombes dans un stade, entraînant la mort de 9 personnes. Elle donne une première bombe à son jeune compagnon et pose la deuxième bombe dans les toilettes du stade.

#### Malika Gaïd
(1933-1958) : Née à Belouizdad, un quartier d'Alger. Elle devient infirmière sage-femme et rejoint le maquis de l'Armée de libération nationale (ALN) pendant la guerre d'indépendance algérienne. Elle fournit des médicaments aux combattants et soigne les blessés. Malika meurt à l'âge de vingt-quatre ans en juin 1957, lors d'une opération militaire française dirigée par Marcel Bigeard.

### Militantes européennes

#### Djamila Amrane-Minne

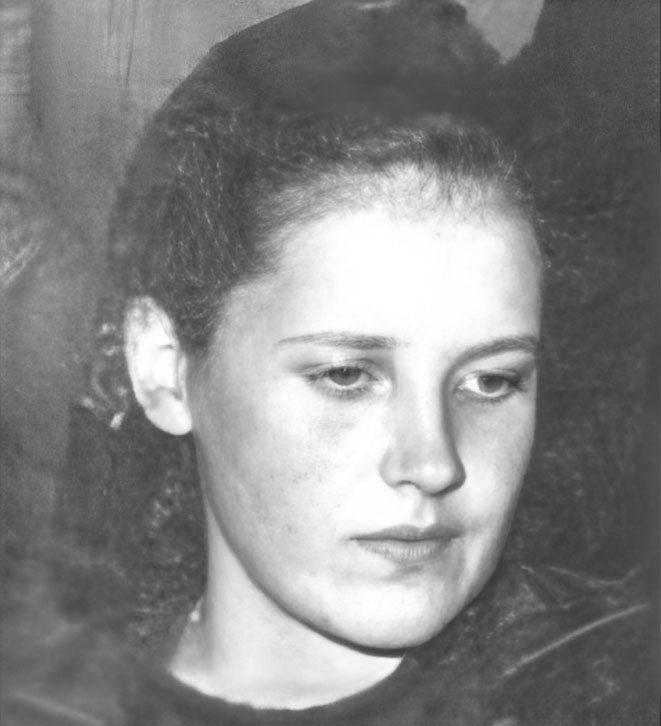
Djamila Amrane-Minne.

(1939-2017) : née sous le nom de Danielle Minne, fille de la moudjahida française Jacqueline Guerroudj. Militante du Front de Libération National et poseuse de bombe. Elle rejoint la rébellion sous le nom de « Djamila » qu'elle gardera et participe à l’âge de 18 ans au triple attentat à la bombe perpétré par le FLN en 1957. Elle pose une bombe dans le quartier européen d'Alger, sur la rue Michelet, ce qui entraîne la mort de plusieurs personnes et de nombreux blessés . Elle est condamnée à 7 ans d'emprisonnement et sera libérée en 1962 à l’indépendance du pays.

#### Jacqueline Guerroudj

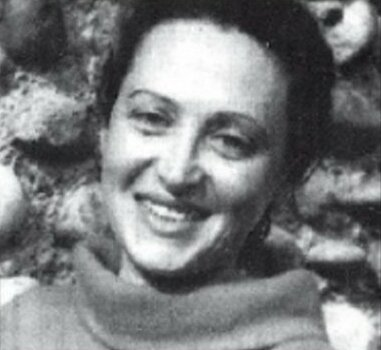
Jacqueline Guerroudj.

(1919-2015) : moudjahida française membre du parti communiste, mère de Djamila Amrane-Minne et épouse du moudjahid Abdelkader Guerroudj, avec qui elle est condamnée à mort par la France en 1957 et dont elle divorce le 22 mars 1969. Tout comme Djamila Bouhired et Djamila Boupacha, les deux sont graciés le 8 mars 1962, peu de temps avant les accords d'Évian du 18 mars la même année. Jacqueline Guerroudj publie son témoignage Des Douars et des prisons en 1993.

#### Raymonde Peschard

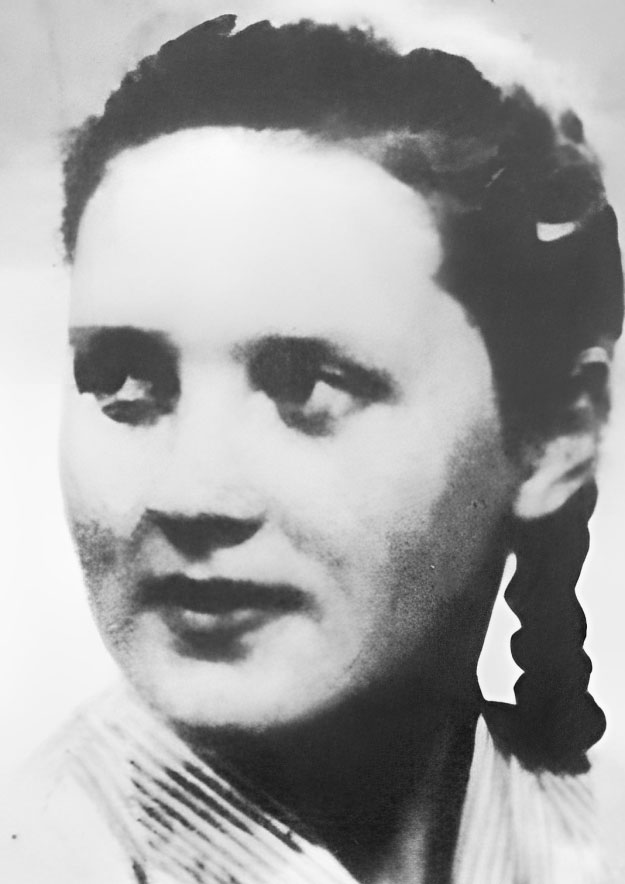
Raymonde Peschard.

Nom de guerre « Taous » « Le Paon » (1927-1957) : assistante sociale, militante du Parti communiste algérien et moudjahida algérienne d'origine européenne. Raymonde Peschard se sert du haïk pour dissimuler son apparence. Seule Européenne à être reconnue comme martyre « chahida » par les autorités algériennes après l'indépendance. Raymonde Peschard incarne également les condamnations douteuses de l'armée française qui se base sur des informations non-fondées. Dans le but d'investiguer les attentats à la bombe du Milk-Bar (septembre 1956) et d'un bus à Diar-es-Saada, l'armée française arrête le militant communiste indépendantiste français Fernand Iveton. Sous la torture, celui-ci finit par avouer l'implication d'une femme « blonde » aux services de renseignements français, dans le but de protéger Jacqueline Guerroudj,. En raison de cette fausse information livrée sous la contrainte, Raymonde Peschard est immédiatement mise en cause, et la presse européenne médiatise cette condamnation publique. La poseuse de bombe « blonde » Zohra Drif, accompagnée de la brune Djamila Bouhired, étaient en fait les poseuses de bombe de l'attentat du Milk-Bar,.

## Filmographie
- Youssef Chahine, Djamila l'Algérienne, 1958.
- Alexandra Dols, Moudjahidate, HYBRID PULSE, 2008.
- Rabah Laradji, La Bombe, ONCIC, 1969 (lien YouTube).
- Gillo Pontecorvo, La Bataille d'Alger, Cashbah, Igor Film, 1966.
- Nadia Salem, Aucune rue ne portera ton nom, Rapsode Production, 2024.